# Terrorist Identities Datamart Environment

Le Terrorist Identities Datamart Environment  (TIDE) est un système de traitement de données de l'administration des États-Unis, dépendant du Centre national de contre-terrorisme (lui-même dépendant du directeur du renseignement national). Ce système enregistre des données personnelles concernant tout « terroriste » soupçonné ou connu, et contient des informations classifiées provenant de la communauté nationale du renseignement (CIA, DIA, FBI, NSA, etc.). 
À ce jour, la base contient plus d'un million de  noms. Ce système de traitement de données concerne les terroristes de nationalité étrangère, mais peut inclure des citoyens américains agissant sous la direction de groupes étrangers.
Une partie du contenu, partiellement déclassifié, est transféré au Terrorist Screening Center du FBI, qui compile la Terrorist Screening Database, qui elle-même compile des données venant de plusieurs fichiers, dont la no fly list de la TSA, le Consular Lookout and Support System du département d'État, l'Interagency Border Inspection System du département de la Sécurité intérieure, et le National Crime Information Center (NCIC) du FBI.